# Sportgemeinschaft Sonnenhof Großaspach 2015-2016
Questa voce raccoglie le informazioni riguardanti la Sportgemeinschaft Sonnenhof Großaspach nelle competizioni ufficiali della stagione 2015-2016.

## Stagione
Nella stagione 2015-2016 il Sonnenhof Grossaspach, allenato da Rüdiger Rehm, concluse il campionato di 3. Liga al 7º posto.

## Rosa
| N. |                     | Ruolo | Calciatore       |
| -- | ------------------- | ----- | ---------------- |
| 1  | Germania (bandiera) | P     | Christopher Gäng |
| 5  | Germania (bandiera) | D     | Robin Schuster   |
| 7  | Kosovo (bandiera)   | A     | Shqiprim Binakaj |
| 8  | Germania (bandiera) | C     | Pascal Sohm      |
| 9  | Germania (bandiera) | A     | Pascal Breier    |
| 11 | Germania (bandiera) | A     | Max Dittgen      |
| 14 | Kosovo (bandiera)   | C     | Bashkim Ajdini   |
| 15 | Italia (bandiera)   | D     | Felice Vecchione |
| 16 | Serbia (bandiera)   | P     | Bojan Spasojevic |
| 17 | Germania (bandiera) | D     | Sebastian Schiek |
| 18 | Germania (bandiera) | A     | Timo Röttger     |
| 19 | Croazia (bandiera)  | D     | Josip Landeka    |
| 20 | Germania (bandiera) | C     | Michele Rizzi    |

| N. |                     | Ruolo | Calciatore                      |
| -- | ------------------- | ----- | ------------------------------- |
| 21 | Germania (bandiera) | C     | Tobias Schröck                  |
| 22 | Germania (bandiera) | C     | Daniel Hägele                   |
| 23 | Germania (bandiera) | A     | Roussel-Fidele Ngankam-Hontcheu |
| 24 | Germania (bandiera) | C     | Jeremias Lorch                  |
| 25 | Germania (bandiera) | D     | Kai Gehring                     |
| 27 | Germania (bandiera) | D     | David Kienast                   |
| 28 | Germania (bandiera) | C     | Robin Binder                    |
| 29 | Germania (bandiera) | D     | Fabian Aupperle                 |
| 30 | Germania (bandiera) | D     | Mirko Schuster                  |
| 31 | Germania (bandiera) | A     | Tobias Rühle                    |
| 32 | Germania (bandiera) | P     | Kevin Broll                     |
| 34 | Germania (bandiera) | C     | Nicolas Jüllich                 |
| 35 | Germania (bandiera) | D     | Julian Leist                    |

## Organigramma societario
Area tecnica
- Allenatore: Rüdiger Rehm, Oliver Zapel
- Allenatore in seconda: Martin Cimander, Mike Krannich
- Preparatore dei portieri: Michael Gurski
- Preparatori atletici: Axel Mäder, Sissi Stättmayer

## Calciomercato

### Sessione estiva
| Acquisti | Acquisti                        | Acquisti          | Acquisti |
| R.       | Nome                            | da                | Modalità |
| -------- | ------------------------------- | ----------------- | -------- |
| C        | Spyros Fourlanos                | Sconosciuta       |          |
| A        | Roussel-Fidele Ngankam-Hontcheu | Sconosciuta       |          |
| C        | Bashkim Ajdini                  | Arminia Bielefeld |          |
| A        | Pascal Breier                   | Stoccarda II      |          |
| P        | Kevin Broll                     | Homburg           |          |
| A        | Max Dittgen                     | Norimberga        |          |
| A        | Timo Röttger                    | Viktoria Colonia  |          |
| C        | Tobias Schröck                  | Wacker Burghausen |          |

| Cessioni | Cessioni           | Cessioni       | Cessioni |
| R.       | Nome               | a              | Modalità |
| -------- | ------------------ | -------------- | -------- |
| C        | Claudio Bellanave  | Neckarelz      |          |
| C        | Sebastian Gleißner | Reutlingen     |          |
| P        | Kevin Kunz         | Chemnitz       |          |
| A        | Matthias Morys     | Aalen          |          |
| C        | Simon Skarlatidis  | Erzgebirge Aue |          |

### Sessione invernale
| Acquisti | Acquisti | Acquisti | Acquisti |
| R.       | Nome     | da       | Modalità |
| -------- | -------- | -------- | -------- |

| Cessioni | Cessioni           | Cessioni     | Cessioni |
| R.       | Nome               | a            | Modalità |
| -------- | ------------------ | ------------ | -------- |
| D        | Christian Heinrich | SGV Freiberg |          |

## Risultati

### 3. Liga

#### Girone di andata
| Arbitro: | Dietz |

|                |           |             |
| Amachaibou 88’ | Marcatori | 59’ Dittgen |

| Arbitro: | Zorn |

|                     |           |  |
| Rizzi 19’ Rühle 81’ | Marcatori |  |

| Arbitro: | Waschitzki-Günther |

|                  |           |                                   |
| Rizzi 27’ (rig.) | Marcatori | 61’, 88’ Ripic 82’ (rig.) Tashchy |

| Arbitro: | Jablonski |

|  |           |             |
|  | Marcatori | 26’ Binakaj |

| Arbitro: | Pfeifer |

|                              |           |                       |
| Binakaj 11’ Rizzi 21’ (rig.) | Marcatori | 52’ Menz 62’ Szimayer |

| Arbitro: | Schlager |

|                         |           |            |
| Höler 51’ Derstroff 80’ | Marcatori | 86’ Breier |

| Aspach 15 settembre 2015, ore 18:30 CEST 7ª giornata | Sonnenhof G. | 0 – 0 referto | Hallescher | Mechatronik Arena (1 200 spett.)\| Arbitro: \| Bokop \| |
| Arbitro:                                             | Bokop        |               |            |                                                         |

| Arbitro: | Skorczyk |

|  |           |                                                |
|  | Marcatori | 16’ Breier 56’ Röttger 76’ Dittgen 90’ Landeka |

| Arbitro: | Kornblum |

|                                                   |           |                    |
| Binakaj 50’ Breier 68’ Rizzi 80’ (rig.) Rühle 82’ | Marcatori | 66’ Fink 75’ König |

| Arbitro: | Schult |

|                      |           |                        |
| Dahmani 2’ Cauly 66’ | Marcatori | 87’ Breier 90’ Röttger |

| Arbitro: | Mix |

|                                  |           |                                  |
| Rühle 6’ Röttger 12’ Dittgen 19’ | Marcatori | 5’ Groß 18’ Ornatelli 27’ Savran |

| Arbitro: | Bläser |

|  |           |                                                     |
|  | Marcatori | 21’ Dittgen 55’ Röttger 75’ (rig.) Rizzi 80’ Schiek |

| Arbitro: | Gerach |

|                       |           |  |
| Schiek 47’ Breier 90’ | Marcatori |  |

| Arbitro: | Waschitzki-Günther |

|          |           |                           |
| Henn 68’ | Marcatori | 16’, 69’ Rühle 54’ Breier |

| Arbitro: | Schütz |

|           |           |                 |
| Breier 6’ | Marcatori | 17’ Sukuta-Pasu |

| Arbitro: | Cortus |

|                       |           |                    |
| Czichos 24’, 31’, 48’ | Marcatori | 65’ (aut.) Czichos |

| Arbitro: | Badstübner |

|                  |           |  |
| Rizzi 83’ (rig.) | Marcatori |  |

| Arbitro: | Kornblum |

|                       |           |                        |
| Oehrl 8’ Ruprecht 89’ | Marcatori | 19’ Röttger 66’ Breier |

| Aspach 4 dicembre 2015, ore 19:15 CET 19ª giornata | Sonnenhof G. | 0 – 0 referto | Dinamo Dresda | Mechatronik Arena (9 751 spett.)\| Arbitro: \| Jablonski \| |
| Arbitro:                                           | Jablonski    |               |               |                                                             |

#### Girone di ritorno
| Arbitro: | Mix |

|                                 |           |            |
| Rizzi 36’ Breier 49’ Ajdini 87’ | Marcatori | 67’ Özkara |

| Arbitro: | Schlager |

|                      |           |  |
| Handle 68’ Adler 90’ | Marcatori |  |

| Arbitro: | Stegemann |

|  |           |                                   |
|  | Marcatori | 16’ (rig.) Rizzi 32’, 62’ Röttger |

| Arbitro: | Koslowski |

|             |           |                      |
| Dittgen 20’ | Marcatori | 17’ Weil 73’ Soriano |

| Arbitro: | Bläser |

|  |           |                 |
|  | Marcatori | 74’, 85’ Breier |

| Arbitro: | Hussein |

|  |           |                              |
|  | Marcatori | 16’ Derstroff 40’, 79’ Höler |

| Arbitro: | Börner |

|                                                    |           |             |
| Kruse 36’ Kleineheismann 61’ Bertram 67’ Osawe 75’ | Marcatori | 37’ Dittgen |

| Arbitro: | Huber |

|  |           |           |
|  | Marcatori | 3’ Bytyqi |

| Arbitro: | Kempkes |

|  |           |                              |
|  | Marcatori | 69’ Gehring 75’ (rig.) Rizzi |

| Arbitro: | Günsch |

|            |           |           |
| Röttger 3’ | Marcatori | 4’ Hörnig |

| Arbitro: | Schult |

|                              |           |                        |
| Pisot 45’ (rig.), 82’ (rig.) | Marcatori | 41’ Ajdini 90’ Gehring |

| Arbitro: | Schütz |

|             |           |                      |
| Gehring 80’ | Marcatori | 45’ Braun-Schumacher |

| Arbitro: | Börner |

|  |           |            |
|  | Marcatori | 62’ Schiek |

| Arbitro: | Sather |

|  |           |              |
|  | Marcatori | 39’ Hoffmann |

| Arbitro: | Schütz |

|  |           |                                                      |
|  | Marcatori | 7’ Rühle 14’ Sohm 39’ Ajdini 42’ Röttger 87’ Binakaj |

| Aspach 23 aprile 2016, ore 14:00 CEST 35ª giornata | Sonnenhof G. | 0 – 0 referto | Holstein Kiel | Mechatronik Arena (1 100 spett.)\| Arbitro: \| Huber \| |
| Arbitro:                                           | Huber        |               |               |                                                         |

| Arbitro: | Siewer |

|                                                            |           |  |
| Niemeyer 27’ Beck 35’ Farrona-Pulido 51’ Löhmannsröben 85’ | Marcatori |  |

| Arbitro: | Thomsen |

|  |           |                     |
|  | Marcatori | 15’ (rig.) Ruprecht |

| Arbitro: | Brand |

|                            |           |             |
| Stefaniak 78’ Väyrynen 88’ | Marcatori | 14’ Röttger |

## Statistiche

### Statistiche di squadra
| Competizione | Punti | In casa | In casa | In casa | In casa | In casa | In casa | In trasferta | In trasferta | In trasferta | In trasferta | In trasferta | In trasferta | Totale | Totale | Totale | Totale | Totale | Totale | DR  |
| Competizione | Punti | G       | V       | N       | P       | Gf      | Gs      | G            | V            | N            | P            | Gf           | Gs           | G      | V      | N      | P      | Gf     | Gs     | DR  |
| ------------ | ----- | ------- | ------- | ------- | ------- | ------- | ------- | ------------ | ------------ | ------------ | ------------ | ------------ | ------------ | ------ | ------ | ------ | ------ | ------ | ------ | --- |
| 3. Liga      | 54    | 19      | 5       | 8       | 6       | 22      | 22      | 19           | 9            | 4            | 6            | 36           | 25           | 38     | 14     | 12     | 12     | 58     | 47     | +11 |
| Totale       | 54    | 19      | 5       | 8       | 6       | 22      | 22      | 19           | 9            | 4            | 6            | 36           | 25           | 38     | 14     | 12     | 12     | 58     | 47     | +11 |

### Andamento in campionato
| Giornata  | 1 | 2 | 3  | 4 | 5 | 6  | 7  | 8 | 9 | 10 | 11 | 12 | 13 | 14 | 15 | 16 | 17 | 18 | 19 | 20 | 21 | 22 | 23 | 24 | 25 | 26 | 27 | 28 | 29 | 30 | 31 | 32 | 33 | 34 | 35 | 36 | 37 | 38 |
| --------- | - | - | -- | - | - | -- | -- | - | - | -- | -- | -- | -- | -- | -- | -- | -- | -- | -- | -- | -- | -- | -- | -- | -- | -- | -- | -- | -- | -- | -- | -- | -- | -- | -- | -- | -- | -- |
| Luogo     | T | C | C  | T | C | T  | C  | T | C | T  | C  | T  | C  | T  | C  | T  | C  | T  | C  | C  | T  | T  | C  | T  | C  | T  | C  | T  | C  | T  | C  | T  | C  | T  | C  | T  | C  | T  |
| Risultato | N | V | P  | V | N | P  | N  | V | V | N  | N  | V  | V  | V  | N  | P  | V  | N  | N  | V  | P  | V  | P  | V  | P  | P  | P  | V  | N  | N  | N  | V  | P  | V  | N  | P  | P  | P  |
| Posizione | 7 | 5 | 10 | 5 | 5 | 11 | 12 | 7 | 6 | 6  | 5  | 3  | 3  | 2  | 3  | 3  | 2  | 2  | 2  | 2  | 2  | 2  | 3  | 3  | 3  | 4  | 4  | 4  | 5  | 4  | 5  | 4  | 5  | 4  | 4  | 5  | 6  | 7  |

Legenda:

Luogo: C = Casa; T = Trasferta. Risultato: V = Vittoria; N = Pareggio; P = Sconfitta.

### Statistiche dei giocatori
| B. Ajdini           | 31 | 3  | 3 | 0 |
| F. Aupperle         | 0  | 0  | 0 | 0 |
| S. Binakaj          | 33 | 4  | 0 | 0 |
| R. Binder           | 0  | 0  | 0 | 0 |
| P. Breier           | 32 | 11 | 2 | 0 |
| K. Broll            | 14 | 0  | 0 | 0 |
| M. Dittgen          | 37 | 6  | 2 | 0 |
| S. Fourlanos        | 0  | 0  | 0 | 0 |
| K. Gehring          | 27 | 3  | 9 | 0 |
| M. Gurski           | 0  | 0  | 0 | 0 |
| C. Gäng             | 26 | 0  | 4 | 1 |
| C. Heinrich         | 0  | 0  | 0 | 0 |
| D. Hägele           | 21 | 0  | 2 | 0 |
| N. Jüllich          | 5  | 0  | 0 | 0 |
| D. Kienast          | 22 | 0  | 5 | 1 |
| J. Landeka          | 11 | 1  | 0 | 0 |
| J. Leist            | 36 | 0  | 4 | 0 |
| J. Lorch            | 16 | 0  | 3 | 0 |
| R. Ngankam-Hontcheu | 21 | 0  | 2 | 0 |
| M. Rizzi            | 36 | 9  | 7 | 0 |
| T. Röttger          | 34 | 10 | 8 | 0 |
| T. Rühle            | 35 | 6  | 6 | 0 |
| S. Schiek           | 36 | 3  | 9 | 0 |
| J. Schommer         | 3  | 0  | 0 | 0 |
| T. Schröck          | 27 | 0  | 6 | 0 |
| M. Schuster         | 9  | 0  | 1 | 0 |
| R. Schuster         | 5  | 0  | 1 | 0 |
| P. Sohm             | 6  | 1  | 1 | 0 |
| B. Spasojevic       | 0  | 0  | 0 | 0 |
| F. Vecchione        | 7  | 0  | 1 | 0 |